# ジョーン・ファインマン
ジョーン・ファインマン（Joan Feynman、1927年3月31日 - 2020年7月21日）は、アメリカ合衆国の天体物理学者である。太陽風の粒子と場、太陽と地球の関係、磁気圏の研究、特にオーロラの起源についての研究を行った。また、宇宙船に衝突する可能性のある高エネルギー粒子の数を予測するモデルの作成や、太陽活動周期の予測法の発見でも知られている。

## 若年期
ファインマンはニューヨーク市クイーンズ区で1927年3月31日に生まれた。兄に、ノーベル物理学賞受賞者のリチャード・ファインマンがいる。両親ともアシュケナージ系ユダヤ人で、父メルヴィル・フィリップス・ファインマンはロシア帝国・ミンスク（現 ベラルーシ領）出身、母ルシール・ファインマン（旧姓フィリップス）はポーランド出身だった。
幼少期から好奇心旺盛で、自然界を理解することに興味を示していた。しかし、女性には複雑な科学的概念を理解することができないと信じていた母と祖母は、ジョーンが科学への道を進むことを諦めさせようとした。それにもかかわらず、兄のリチャードは彼女に宇宙への関心を持つように勧めた。ジョーンがオーロラに生涯関心を持つようになったのは、ある夜、リチャードが自宅近くのゴルフ場の上空に出現したオーロラを見るために彼女を誘い出したのが最初のきっかけだった。また、リチャードからもらった天文学の本の中にあった、女性天文学者セシリア・ペイン＝ガポーシュキンの研究に基づくグラフを目にしたジョーンは、女性でも科学を学ぶことはできると確信した。

## 教育
オーバリン大学に進学して物理学を専攻し、1948年に理学の学士号を取得した。その後、シラキュース大学大学院に進学し、メルヴィン・ラックスの下で固体物理学を学んだ。大学院在学中、1年間休学して夫のリチャード・アーウィン・ハーシュバーグとともにグアテマラに滞在し、現地のマヤ族の文化について研究した。1957年には、ファインマン、ハーシュバーグ、ベティ・メガーズの3人で人類学の論文を共同執筆した。学士取得の10年後の1958年、物理学の博士号を取得した。博士論文のタイトルは「ダイヤモンド型格子構造の結晶における赤外線の吸収」だった。大学院修了後は、コロンビア大学ラモント＝ドハティ地球研究所で博士研究員として研究した。

## キャリア

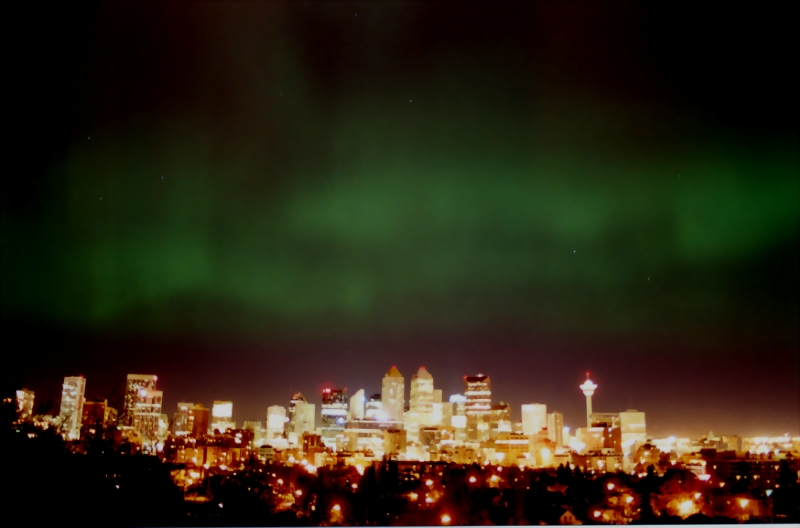
カルガリー上空に出現したオーロラ

ファインマンはそのキャリアの大半において、太陽風と地球の磁気圏の相互作用の研究を行った。NASAエイムズ研究センターに勤務中の1971年、コロナ質量放出(CME)が太陽風の中のヘリウムの存在によって識別できることを発見した。それまで、CMEの検出は困難だったため、これは重要な発見だった。

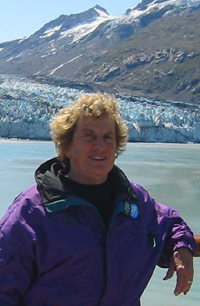
ファインマン

NASAエイムズ研究所の後、高高度観測所、コロラド州ボルダーのアメリカ大気研究センター、ワシントンD.C.のアメリカ国立科学財団、マサチューセッツ州のボストンカレッジで研究した。1985年、カリフォルニア州パサデナのジェット推進研究所(JPL)に着任し、定年まで在籍した。
ファインマンはオーロラの性質と成因について重大な発見をした。NASAの探査機エクスプローラー33号が収集したデータにより、オーロラが地球の磁気圏と太陽風の磁場の相互作用により発生することを実証した。
ファインマンは、局所的な宇宙環境の危険性を推定するモデルの開発に貢献した。高速のコロナ質量放出は、宇宙船や宇宙空間にいる人間に危険な影響を与える可能性のある磁気嵐の原因となることが知られている。高速のコロナ質量放出により、太陽風に衝撃波が生じ、これにより加速された太陽粒子が地球磁気圏の外縁に到達すると磁気嵐が発生する。ファインマンのモデルにより、宇宙船の設計寿命に影響を与える高エネルギー粒子の流束が推定できるようになり、宇宙船の設計の重要な新展開につながった。
その後、ファインマンは気候変動について研究した。特に、過渡的な太陽現象や太陽活動周期の変動に興味を持っていた。北極振動もしくは北半球環状モード(NAM)と呼ばれる冬期の気候異常のパターンに対する太陽活動の影響を研究し、同僚で2人目の夫のアレクサンダー・ルズマイキンとともに、太陽活動が活発でない時期にはNAMが低くなることを発見した。太陽活動が活発でない時期は、小氷期のヨーロッパなど、世界における特定の地域が冷え込む時期と一致する。ファインマンらは、古代のナイル川の水位から、太陽変動と気候変動の関連性も発見した。太陽活動が活発な時期にはナイル川周辺は乾燥し、太陽活動が活発でない時期には湿潤状態であることがわかった。
1974年、ファインマンは女性では初めてアメリカ地球物理学連合(AGU)の役員に選出された。AGUでは、地球物理学のコミュニティにおける女性の公正な扱いを推進するための委員会を設立した。また、長年にわたり国際天文学連合(IAU)の会員だった。
2003年にジェット推進研究所を退職したが、その後も研究を続け、2009年には1千年紀における太陽活動の気球の季候への影響について発表した。
ファインマンは100以上の科学論文の著者または共著者であり、3冊の科学書を出版した。

## 私生活
ファインマンは生涯に2度結婚している。1948年、大学在学中に知り合った人類学者のリチャード・アーウィン・ハーシュバーグと結婚した。リチャードとの間には、スーザン、チャールズ、マットの3人の子供がいる。リチャードとは1974年に別居し、その後離婚した。1987年に同僚の宇宙物理学者アレクサンダー・ルズマイキンと結婚し、死ぬまで添い遂げた。
ファインマンは2020年7月21日に93歳で死去した。